# Sundsvall
Sundsvall este un oraș în Suedia.

## Demografie
| \| Evoluția demografică a zonei urbane Sundsvall, 1970–2015 \| Evoluția demografică a zonei urbane Sundsvall, 1970–2015 \| Evoluția demografică a zonei urbane Sundsvall, 1970–2015 \| Evoluția demografică a zonei urbane Sundsvall, 1970–2015 \| Evoluția demografică a zonei urbane Sundsvall, 1970–2015 \| \| --------------------------------------------------------------------------------------- \| -------------------------------------------------------- \| -------------------------------------------------------- \| -------------------------------------------------------- \| -------------------------------------------------------- \| \| An \| \| \| Locuitori \| \| \| 1970 \| 1970 \| \| 53.599 \| 53.599 \| \| 1975 \| 1975 \| \| 52.268 \| 52.268 \| \| 1980 \| 1980 \| \| 51.282 \| 51.282 \| \| 1990 \| 1990 \| \| 50.378 \| 50.378 \| \| 1995 \| 1995 \| \| 49.023 \| 49.023 \| \| 2000 \| 2000 \| \| 48.695 \| 48.695 \| \| 2005 \| 2005 \| \| 49.344 \| 49.344 \| \| 2010 \| 2010 \| \| 50.712 \| 50.712 \| \| 2015 \| 2015 \| \| 57.606 \| 57.606 \| \| Sursa: SCB - Statistika Centralbyrån, Folkmängden per tätort. Vart femte år 1960 - 2016 \| \| \| \| \| |      |  |           |        |
| Evoluția demografică a zonei urbane Sundsvall, 1970–2015 |      |  |           |        |
| An |      |  | Locuitori |        |
| 1970 | 1970 |  | 53.599    | 53.599 |
| 1975 | 1975 |  | 52.268    | 52.268 |
| 1980 | 1980 |  | 51.282    | 51.282 |
| 1990 | 1990 |  | 50.378    | 50.378 |
| 1995 | 1995 |  | 49.023    | 49.023 |
| 2000 | 2000 |  | 48.695    | 48.695 |
| 2005 | 2005 |  | 49.344    | 49.344 |
| 2010 | 2010 |  | 50.712    | 50.712 |
| 2015 | 2015 |  | 57.606    | 57.606 |
| Sursa: SCB - Statistika Centralbyrån, Folkmängden per tätort. Vart femte år 1960 - 2016 |      |  |           |        |